# Redlin
Redlin es un pueblo de Polonia, en Mazovia.  Se encuentra en el distrito (Gmina) de Wyśmierzyce, perteneciente al condado (Powiat) de Białobrzegi. Se encuentra aproximadamente a 4 km al noreste de Wyśmierzyce, 7 km al este de Białobrzegi, y a 66 km  al sur de Varsovia. Su población es de 90 habitantes.
Entre 1975 y 1998 perteneció al voivodato de Radom.